# Diecezja Kano
Diecezja Kano – diecezja rzymskokatolicka  w Nigerii. Powstała w 1991 jako misja sui iuris. Promowana w 1995 do rangi wiukariatu apostolskiego a w 1999- do rangi diecezji.

## Biskupi ordynariusze
- Biskupi diecezjalni
  - Bp John Namawzah Niyiring, O.S.A., od 2008
  - Bp Patrick Francis Sheehan, O.S.A. (1999–2008)
- Wikariusze apostolscy
  - Bp Patrick Francis Sheehan, O.S.A. (1996–1999)
- Superiorzy misji
  - O. John Francis Brown, S.M.A. (1991–1995)